# باشگاه فوتبال دی گرافشاپ
باشگاه فوتبال دی گرافشاپ (به هلندی: De Graafschap) باشگاه فوتبال هلندی است که در شهر دوتینخم قرار دارد و در لیگ دسته اول هلند بازی می کرده‌است.
این باشگاه در تاریخ ۱ فوریه ۱۹۵۴ تأسیس شده است.

## افتخارات
- لیگ دسته اول فوتبال هلند
  - قهرمانی (۳): ۱۹۹۱، ۲۰۰۷، ۲۰۱۰
- لیگ دسته دوم فوتبال ندرزلند ( هلند)
  - قهرمانی (۱): ۱۹۶۹